# Páni z Bergova
Páni z Bergova (německy von Bergau) byli německý panský rod původem z Durynska. Do českých zemí přišli počátkem 14. století a zařadili se mezi významné rody české šlechty.

## Historie
Původním sídlem rodu byl hrad Bergau nedaleko Jeny. Byli jednou z rodových větví pánů z Lobdeburka. Do Čech přišel v roce 1310 Ota starší z Bergova s Těmou z Koldic a míšeňským vojskem na pomoc Jindřichu Korutanskému. On a jeho stejnojmenný bratr zvaný Ota mladší položili základ rodovému majetku v zemích Koruny české. Ota starší si vzal Anežku z Vartenberka, poskytoval vojenskou pomoc Jindřichovi z Lipé a v roce 1319 je doložen jako držitel hradu Kyšperk. Ota mladší se oženil s Markétou, dcerou Albrechta ze Žeberka, s níž vyženil Bílinu a hrady Starý Žeberk a Nový Žeberk.

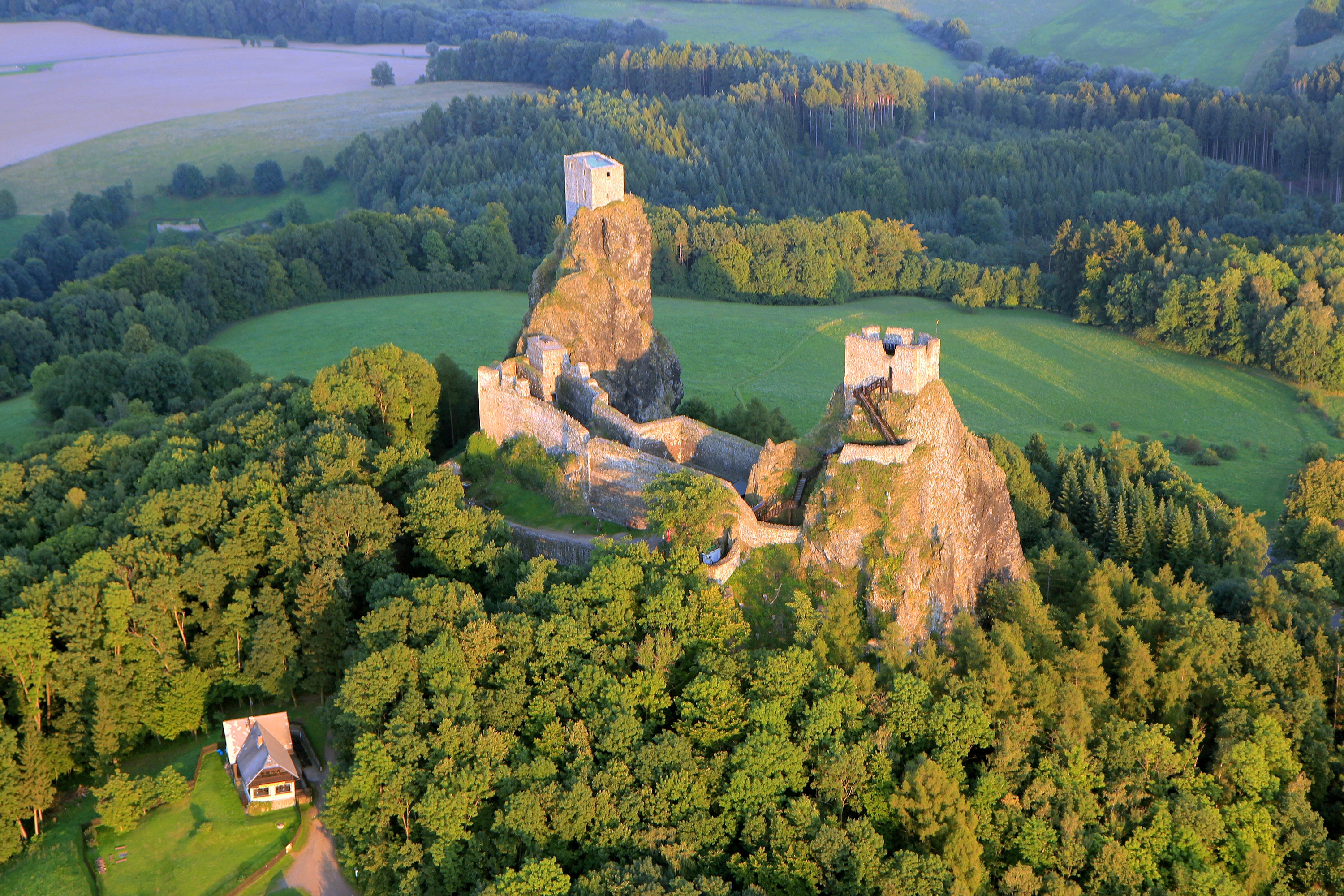
Hrad Trosky

Již ve druhé generaci se páni z Bergova počeštili. Albert prodal Kyšperk a získal Chlumec nad Cidlinou. Oba Žeberky pak prodal roku 1383 jeho syn Ota III. zvaný Ota starší Těmovi z Koldic. Až do roku 1399 sídlil na Bílině, kterou však také prodal, a spolu se svým synem zvaným Ota mladší získal Trosky, Hrubý Rohozec a Zbiroh. V severních Čechách pánům z Bergova patřily také hrad Borek (1377), Nové Sedlo nad Bílinou nebo Horní Jiřetín.
Ota mladší z Bergova společně s Janem Městeckým z Dobrušky a Opočna přepadl a vyloupil Opatovický klášter. Později se přidal k odpůrcům husitů a dokázal před nimi uhájit rodový hrad Trosky. Na základě této události vznikla pověst o tom, že je v hradu ukryt značný poklad. Jeho syn Jan naproti tomu v bitvě u Lipan bojoval na straně husitů. Po jejich porážce odešel na hrad Sion, po jehož dobytí byl spolu s Janem Roháčem z Dubé zajat, později propuštěn. Stal se spojencem Jiřího z Poděbrad.
Jan z Bergova zemřel kolem roku 1458, jeho smrtí vymřel rod po meči; krátce poté zemřely i jeho sestry.

## Erb
V pravděpodobně stříbrném poli byla pokosem položena červená okřídlená ryba, podobně vypadal i klenot.